# 立花義家
立花 義家（たちばな よしいえ、1958年10月27日 - ）は、福岡県大牟田市出身の元プロ野球選手（外野手・内野手、左投左打）、プロ野球コーチ。

## 来歴・人物
「義家」という名前は、源義家にあやかって祖父が命名した。
大牟田市立勝立中学校2年時は投手で、4番・エースの中心選手として地区優勝に導く。柳川商業に進学し、野球部では投手として入部したが、同期入部の久保康生を主力投手として起用することになったため、外野手や一塁手での起用が増える。2年次の1975年、春の選抜に中堅手として出場するが、1回戦で堀越高に敗退。同年夏も県予選決勝に進出するが、小倉南高に敗れる。1年上のチームメイトに加倉一馬がいた。3年次の1976年には夏の甲子園で同期のエースである久保康生を擁し、「1番・一塁手」として出場。三重高を降して3回戦に進出するが、PL学園の中村誠治（早大 - 日産自動車）に抑えられ0-1で惜敗。
「左の原辰徳」と呼ばれ、1976年11月19日に行われたプロ野球ドラフト会議にてクラウンライターライオンズに1位指名される。当時、希望球団はこの前年（1975年）に初優勝を果たした広島で、広島のスカウトからも1位か2位で指名するという話を聞いていたが、指名順11番目の広島より先に7番目のクラウンに指名される。広島以外の球団に指名されたら松下電器野球部に入ることになっていたが、周囲から「高校生の野手で1位指名なんてあまりないことだから」と背中を押されてクラウン入りを決意。
高校卒業後の1977年にクラウンライターライオンズへ入団。プロ入り後は主に外野手として起用され、2年目の1978年には島原キャンプで臨時コーチを務めた松木謙治郎に「張本勲二世」と評され、根本陸夫監督がレギュラーに抜擢。開幕戦で3番打者を務め「19歳の3番打者」として注目を集めた。同年は規定打席（27位、打率.250）にも到達。クラウンライターとして最後の試合であった平和台での日米野球「クラウン＋巨人連合軍」対シンシナティ・レッズ戦では、4番・王貞治の次の5番打者を任された。所沢移転後も主力選手として活躍し、1979年には西武球場公式戦初本塁打を放ち、これがプロ入り初本塁打となった。
1980年にはチーム最高打率.301（リーグ13位）を記録、18本塁打を放った。田淵幸一、土井正博、山崎裕之、大田卓司、スティーブ・オンティベロスら強打者が好調で打順が上がらなかったため、「恐怖の7番打者」と評された。1980年と1981年にそれぞれ月間2満塁本塁打を記録するなど、低迷期を支えた。
1982年からは西武の2年連続日本一に貢献、1983年の日本シリーズでは全7戦に先発出場し、第4戦で8回表に加藤初から逆転2点本塁打を放つなど、27打数6安打2打点を記録する。しかしその後はやや伸び悩み、1985年には田尾安志の移籍入団、金森永時の台頭もあって外野の定位置を失う。代打での出番が多くなったが、代打に回ってからも勝負強い打撃を披露、チームの黄金時代の一翼を担った。
1年目以来となる一軍公式戦出場なしに終わった1991年オフに阪神タイガースへ金銭トレードされ、代打の切り札として2位躍進に貢献するも、1年限りで退団。
1993年は台湾プロ野球の俊国ベアーズでプレーし（当時の同僚に野中徹博がいた）、チームの4番打者を務めた。同年に引退。
引退後は会社員をしていたが1998年に西武時代の同僚石毛宏典が福岡ダイエーホークス二軍監督に就任すると呼ばれ同球団の二軍打撃コーチに就任した。石毛は立花について「口数は少ないが非常に練習熱心だった。三冠王を獲得する松中信彦を熱意ある指導で育てるなど信頼できるコーチだ。」と述べている。再び石毛の招聘で2002年にオリックスブルーウェーブの一軍打撃コーチに就任した。同年はチーム打率.235、チーム総得点438といずれもリーグ最下位に終わり、貧打が要因で39年ぶりオリックスとして初の最下位に終わった。2003年はチーム得点がリーグ5位に終わり2年連続最下位に終わった。2004年からは古巣の西武に戻り同僚だった伊東勤の下で一軍打撃コーチを務めたが2007年には26年ぶりのBクラスに終わり、10月7日に球団側から翌年は契約しないことを通告された。2008年はソフトバンク編成管理統括付を務めた。2009年からソフトバンク一軍打撃コーチを務めたがチーム得点がリーグ5位と低迷し、同年退団。
2013年千葉ロッテマリーンズの一軍打撃コーチ就任し、2016年まで務めた一軍打撃コーチ）でコーチを務めた。
西武時代の同僚伊東勤からは西武、ロッテ監督時代に一軍打撃コーチで招聘され、伊東からの信頼も厚かった。
2017年にソフトバンク一軍打撃コーチに就任。2021年退団。西日本新聞によるとコーチとしては選手に寄り添う丁寧で熱心な指導スタイルを信条としており、実直で飾らない人柄もあって、選手からの信頼も厚かった。ソフトバンクコーチ時代は西武時代の同僚だった監督工藤公康の下で2度のリーグ優勝と4度の日本一に貢献。2020年は突発性難聴の疑いなどもあって一時体調を崩して休養していた。2019年は得点はリーグ4位に低迷し、得点力不足に苦しんだ。
2022年は東北楽天ゴールデンイーグルス一軍打撃コーチを務めたが、同年10月14日、同年限りで退任することが発表された。
2023年からは田畑一也、内藤重人と共に三星ライオンズのコーチとなる。
2025年1月1日付で埼玉西武ライオンズの打撃コーチに就任。18年ぶりの古巣への復帰となる。背番号は83。

## 詳細情報

### 年度別打撃成績
| 年 度     | 球 団         | 試 合 | 打 席 | 打 数 | 得 点 | 安 打 | 二 塁 打 | 三 塁 打 | 本 塁 打 | 塁 打 | 打 点 | 盗 塁 | 盗 塁 死 | 犠 打 | 犠 飛 | 四 球 | 敬 遠 | 死 球 | 三 振 | 併 殺 打 | 打 率 | 出 塁 率 | 長 打 率 | O P S |
| --------- | ------------- | ----- | ----- | ----- | ----- | ----- | -------- | -------- | -------- | ----- | ----- | ----- | -------- | ----- | ----- | ----- | ----- | ----- | ----- | -------- | ----- | -------- | -------- | ----- |
| 1978      | クラウン 西武 | 124   | 497   | 460   | 34    | 115   | 6        | 2        | 0        | 125   | 39    | 7     | 7        | 13    | 3     | 17    | 0     | 4     | 90    | 2        | .250  | .281     | .272     | .553  |
| 1979      | クラウン 西武 | 123   | 435   | 406   | 41    | 100   | 16       | 5        | 6        | 144   | 36    | 3     | 5        | 11    | 0     | 16    | 0     | 2     | 70    | 4        | .246  | .278     | .355     | .633  |
| 1980      | クラウン 西武 | 130   | 537   | 478   | 67    | 144   | 18       | 4        | 18       | 224   | 60    | 8     | 5        | 16    | 5     | 30    | 2     | 8     | 74    | 9        | .301  | .349     | .469     | .818  |
| 1981      | クラウン 西武 | 124   | 484   | 431   | 42    | 117   | 12       | 3        | 6        | 153   | 51    | 5     | 7        | 10    | 7     | 31    | 2     | 5     | 62    | 6        | .271  | .323     | .355     | .678  |
| 1982      | クラウン 西武 | 107   | 307   | 275   | 24    | 69    | 7        | 2        | 1        | 83    | 25    | 3     | 5        | 9     | 2     | 19    | 0     | 2     | 30    | 6        | .251  | .302     | .302     | .604  |
| 1983      | クラウン 西武 | 114   | 359   | 317   | 44    | 98    | 12       | 2        | 8        | 138   | 42    | 3     | 3        | 18    | 0     | 19    | 1     | 5     | 25    | 6        | .309  | .358     | .435     | .793  |
| 1984      | クラウン 西武 | 95    | 263   | 239   | 35    | 54    | 15       | 2        | 3        | 82    | 12    | 1     | 0        | 6     | 0     | 17    | 1     | 1     | 34    | 2        | .226  | .280     | .343     | .623  |
| 1985      | クラウン 西武 | 37    | 53    | 47    | 4     | 11    | 0        | 0        | 1        | 14    | 7     | 1     | 0        | 0     | 0     | 5     | 0     | 1     | 6     | 1        | .234  | .321     | .298     | .619  |
| 1986      | クラウン 西武 | 36    | 76    | 71    | 4     | 19    | 0        | 1        | 1        | 24    | 5     | 0     | 0        | 0     | 0     | 5     | 0     | 0     | 13    | 3        | .268  | .316     | .338     | .654  |
| 1987      | クラウン 西武 | 40    | 74    | 70    | 8     | 16    | 5        | 0        | 2        | 27    | 5     | 0     | 1        | 0     | 0     | 4     | 0     | 0     | 13    | 2        | .229  | .270     | .386     | .656  |
| 1988      | クラウン 西武 | 67    | 72    | 65    | 1     | 16    | 3        | 0        | 1        | 22    | 7     | 1     | 0        | 0     | 0     | 6     | 0     | 1     | 7     | 1        | .246  | .319     | .338     | .658  |
| 1989      | クラウン 西武 | 53    | 59    | 51    | 1     | 10    | 0        | 0        | 1        | 13    | 11    | 0     | 0        | 0     | 1     | 7     | 0     | 0     | 7     | 1        | .196  | .288     | .255     | .543  |
| 1990      | クラウン 西武 | 40    | 52    | 50    | 3     | 10    | 2        | 0        | 2        | 18    | 11    | 0     | 0        | 0     | 0     | 2     | 0     | 0     | 8     | 2        | .200  | .231     | .360     | .591  |
| 1992      | 阪神          | 59    | 101   | 93    | 9     | 22    | 5        | 1        | 1        | 32    | 7     | 1     | 0        | 0     | 1     | 7     | 1     | 0     | 36    | 3        | .237  | .287     | .244     | .531  |
| 1993      | 俊国          | 71    | 272   | 237   | 23    | 70    | 16       | 2        | 4        | 102   | 29    | 3     | 4        | 1     | 1     | 31    | 1     | 2     | 39    | 6        | .295  | .380     | .430     | .810  |
| NPB：14年 | NPB：14年     | 1149  | 3369  | 3053  | 317   | 801   | 101      | 22       | 51       | 1099  | 318   | 33    | 33       | 83    | 19    | 185   | 7     | 29    | 475   | 48       | .262  | .309     | .360     | .669  |
| CPBL：1年 | CPBL：1年     | 71    | 272   | 237   | 23    | 70    | 16       | 2        | 4        | 102   | 29    | 3     | 4        | 1     | 1     | 31    | 1     | 2     | 39    | 6        | .295  | .380     | .430     | .810  |

- クラウン（クラウンライターライオンズ）は、1979年に西武（西武ライオンズ）に球団名を変更

### 記録

#### NPB
初記録
- 初出場・初先発出場：1978年4月1日、対近鉄バファローズ前期1回戦（平和台球場）、「3番・右翼手」として先発出場
- 初打席・初安打：同上、1回裏に鈴木啓示から中前安打
- 初打点：1978年4月2日、対近鉄バファローズ前期2回戦（平和台球場）、3回裏に太田幸司から二塁ゴロの間に記録
- 初本塁打：1979年4月14日、対日本ハムファイターズ前期1回戦（西武ライオンズ球場）、1回裏に高橋直樹から右越ソロ ※西武ライオンズ球場での公式戦初本塁打

節目の記録
- 1000試合出場：1989年4月25日、対日本ハムファイターズ4回戦（東京ドーム）、8回表に藤野正剛の代打として出場 ※史上282人目

### 背番号
- 34（1977年 - 1986年）
- 33（1987年 - 1991年）
- 55（1992年）
- 66（1993年）
- 76（1998年 - 2001年、2023年 - 2024年）
- 83（2002年 - 2003年、2009年 - 2012年、2017年 - 2021年、2025年 - ）
- 78（2004年 - 2007年、2013年 - 2016年）
- 73（2022年）